# Charleston (Vermont)
Charleston ist eine Town im Orleans County des Bundesstaates Vermont in den Vereinigten Staaten mit 1021 Einwohnern (laut Volkszählung von 2020).

## Geografie

### Geografische Lage
Charleston liegt im Nordosten des Orleans Countys. Der Clyde River durchfließt zentral die Town vom Nordwesten zum Südosten und bildet einige größere Seen, wie den Pensioner Pond, den Charleston Pond und den Toad Pond. Der größte See auf dem Gebiet der Town ist jedoch der im Norden gelegene und mit dem Seymour Lake verbundene Echo Lake. Das Gebiet der Town ist hügelig ohne nennenswerte Erhebungen. Die höchste ist der im Süden befindliche 613 m hohe Pierce Hill.

### Nachbargemeinden
Alle Entfernungen sind als Luftlinien zwischen den offiziellen Koordinaten der Orte aus der Volkszählung 2010 angegeben.
- Nordosten: Morgan, 10,1 km
- Osten: Brighton, 17,4 km
- Süden: Westmore, 5,1 km
- Westen: Brownington, 11,0 km
- Nordwesten: Derby, 12,1 km

### Klima
Die mittlere Durchschnittstemperatur in Charleston liegt zwischen −11,7 °C (11 °Fahrenheit) im Januar und 18,3 °C (65 °Fahrenheit) im Juli. Damit ist der Ort gegenüber dem langjährigen Mittel der USA um etwa 9 Grad kühler. Die Schneefälle zwischen Mitte Oktober und Mitte Mai liegen mit mehr als zwei Metern etwa doppelt so hoch wie die mittlere Schneehöhe in den USA. Die tägliche Sonnenscheindauer liegt am unteren Rand des Wertespektrums der USA, zwischen September und Mitte Dezember sogar deutlich darunter.

## Geschichte
Den Grant für das Gebiet bekam am 6. November 1780 Commodore Abraham Whipple, um ihn für seinen Einsatz bei der Verteidigung von Charleston, South Carolina im Amerikanischen Unabhängigkeitskrieg zu ehren. Gegründet wurde die Town am 10. November 1780 und Whipple nannte sie Navy, da er in der amerikanischen Marine gedient hatte. Der erste Siedler in Navy war im Jahr 1803 Andrew McGaffey mit seiner Familie, im gleichen Jahr siedelte sich auch Abner Allyn an. Die konstituierende Versammlung der Town fand am 31. März 1806 statt. Am 6. November 1825 wurde Navy in Charleston durch einen Akt der Regierung umbenannt. Charleston gliedert sich in East und West Charleston.

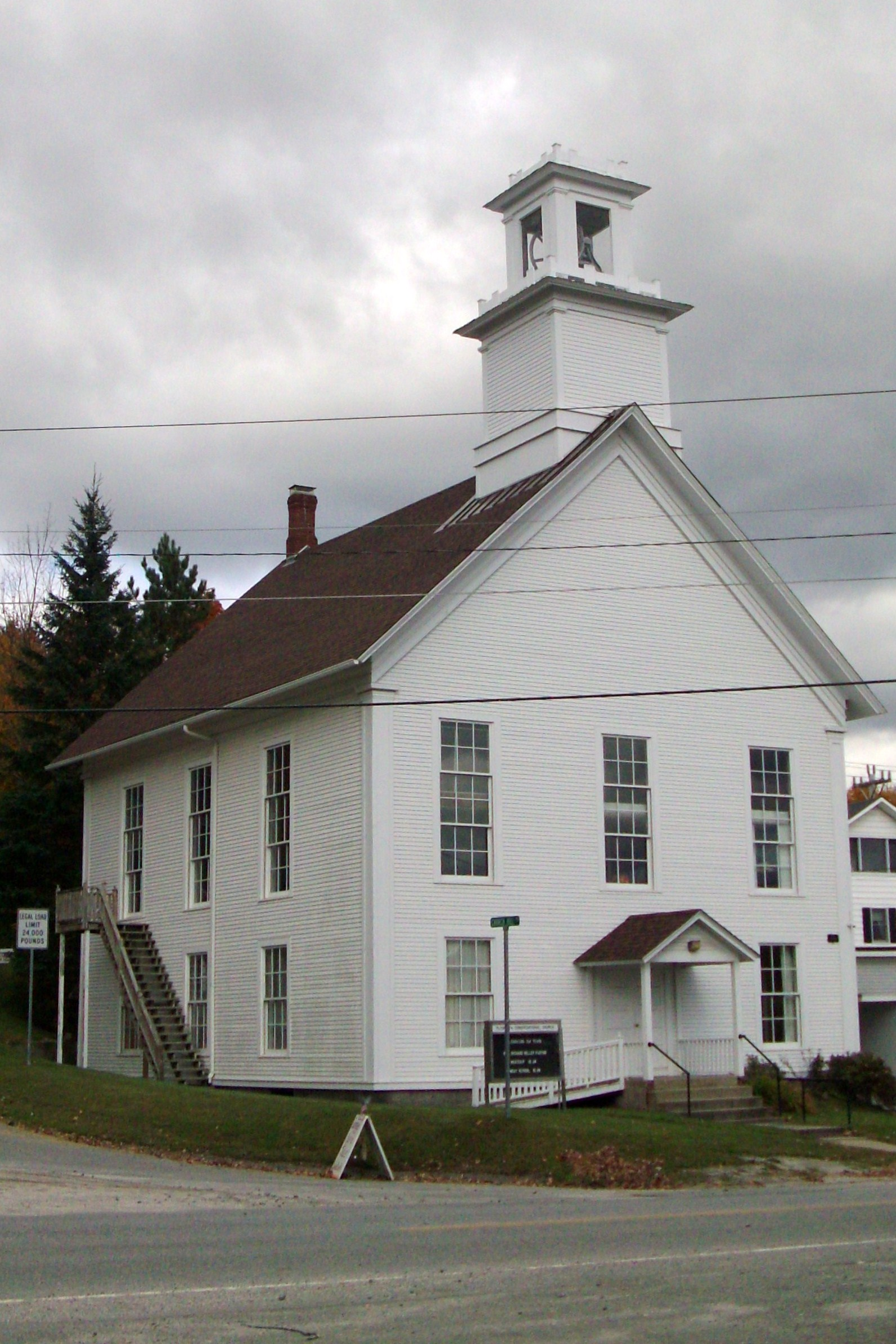
East Charleston Plymouth Congregational Church

In East Charleston errichtete Jonas Allen die erste Sägemühle im Jahr 1824. Eine Getreidemühle folgte im Jahr 1834, erbaut von John Cushman. Eine Kirche wurde im Jahr 1855 erbaut.
West Charleston bekam seine erste Getreidemühle im Jahr 1810. Die Orthodox Congregational Church wurde im Jahr 1844 gegründet und die Kirche von 1854 bis 1859 gebaut, eine steinerne Kirche, die das Union House genannt wird.

### Einwohnerentwicklung
| Volkszählungsergebnisse – Town of Charleston, Vermont | Volkszählungsergebnisse – Town of Charleston, Vermont | Volkszählungsergebnisse – Town of Charleston, Vermont | Volkszählungsergebnisse – Town of Charleston, Vermont | Volkszählungsergebnisse – Town of Charleston, Vermont | Volkszählungsergebnisse – Town of Charleston, Vermont | Volkszählungsergebnisse – Town of Charleston, Vermont | Volkszählungsergebnisse – Town of Charleston, Vermont | Volkszählungsergebnisse – Town of Charleston, Vermont | Volkszählungsergebnisse – Town of Charleston, Vermont | Volkszählungsergebnisse – Town of Charleston, Vermont |
| Jahr                                                  | 1800                                                  | 1810                                                  | 1820                                                  | 1830                                                  | 1840                                                  | 1850                                                  | 1860                                                  | 1870                                                  | 1880                                                  | 1890                                                  |
| ----------------------------------------------------- | ----------------------------------------------------- | ----------------------------------------------------- | ----------------------------------------------------- | ----------------------------------------------------- | ----------------------------------------------------- | ----------------------------------------------------- | ----------------------------------------------------- | ----------------------------------------------------- | ----------------------------------------------------- | ----------------------------------------------------- |
| Einwohner                                             |                                                       | 56                                                    | 90                                                    | 564                                                   | 731                                                   | 1008                                                  | 1160                                                  | 1278                                                  | 1204                                                  | 1058                                                  |
| Jahr                                                  | 1900                                                  | 1910                                                  | 1920                                                  | 1930                                                  | 1940                                                  | 1950                                                  | 1960                                                  | 1970                                                  | 1980                                                  | 1990                                                  |
| Einwohner                                             | 1025                                                  | 993                                                   | 921                                                   | 895                                                   | 834                                                   | 764                                                   | 668                                                   | 654                                                   | 851                                                   | 844                                                   |
| Jahr                                                  | 2000                                                  | 2010                                                  | 2020                                                  | 2030                                                  | 2040                                                  | 2050                                                  | 2060                                                  | 2070                                                  | 2080                                                  | 2090                                                  |
| Einwohner                                             | 895                                                   | 1023                                                  | 1021                                                  |                                                       |                                                       |                                                       |                                                       |                                                       |                                                       |                                                       |

## Wirtschaft und Infrastruktur

### Verkehr
Die Vermont State Route 5A verläuft in nordsüdlicher Richtung durch die Town von Derby im Norden nach Westmore im Südwesten. Von ihr zweigt in südöstlicher Richtung die Vermont State Route 101 nach Brighton ab. Es gibt keine Bahnverbindung in Charleston.

### Öffentliche Einrichtungen
In Charleston gibt es kein eigenes Krankenhaus. Das nächstgelegene Krankenhaus ist das North Country Hospital & Health Care in Newport City.

### Bildung
Charleston gehört zur North Country Supervisory Union. In Charleston befindet sich die Charleston Elementary School. Die Schule bietet Klassen von Pre-Kindergarten bis zum achten Schuljahr.
In Charleston gibt es keine Bibliothek. Die nächsten Bibliotheken sind die Jones Memorial Library in Orleans und die Barton Public Library in Barton.

## Persönlichkeiten

### Söhne und Töchter der Stadt
- Benjamin Hunkins (1810–1900), Politiker, wirkte an der Verfassung von Wisconsin mit

### Persönlichkeiten, die vor Ort gewirkt haben
- Emory A. Hebard (1917–1993), Politiker und Vermont State Treasurer